# Kauns
Kauns is een gemeente in het district Landeck in de Oostenrijkse deelstaat Tirol.
Kauns ligt aan de uitmonding van het Kaunertal in het Inndal en ligt boven Prutz. Vanuit het dal, waar de Faggenbach ligt, strekt het gemeentegebied zich uit over de berghellingen tot aan de buurgemeente Kaunerberg. Kauns omvat een deel van het Kaunertal.
Als gevolg van de vele dorpsbranden in het verleden hebben maar weinig gebouwen de tand des tijds doorstaan. Een daarvan is het Schlosshof, dat muurschilderingen van rond 1650 heeft. Het Burcht Bernegg (of Berneck) ligt en oosten van het dorpscentrum aan de rand van een 130 meter naar beneden naar de Faggenbach afvallende rotswand. De burcht is rond 1200 gebouwd. Keizer Maximiliaan I kocht het in 1501 als hoofdkwartier voor de gemzen- en steenbokkenjacht die hij in de omgeving hield. In 1976 werd de inmiddels vervallen burcht geheel in originele staat hersteld en sindsdien is het slot weer te bezichtigen.
Kauns, dat ligt aan de voet van de Kaunergrat, is lid van de vereniging Naturpark Kaunergrat.
Faggen · Fendels · Fiss · Fließ · Flirsch · Galtür · Grins · Ischgl · Kappl · Kaunerberg · Kaunertal · Kauns · Ladis · Landeck · Nauders · Pettneu am Arlberg · Pfunds · Pians · Prutz · Ried im Oberinntal · Sankt Anton am Arlberg · Schönwies · See · Serfaus · Spiss · Stanz bei Landeck · Strengen · Tobadill · Tösens  · Zams
- Gemeinsame Normdatei: 4250753-4
- Virtual International Authority File: 236455377
- WorldCat: E39PCjyBcCDmBTrFRtWh3dtWQq